# Maurice Mitchell
Maurice Mitchell (né le 22 décembre 1989 à Kansas City) est un athlète américain, spécialiste des épreuves de sprint.

## Biographie
Il a commencé sa carrière de sprinteur en 2006 mais n'est descendu sous les 10 s 20 qu'en 2010 (10 s 14 à Miramar) ainsi que 20 s 24 à Greensboro en mai 2010.
À Daegu 2011, il participe à la demi-finale du relais 4 × 100 m en permettant aux Américains une qualification aisée en finale, avec un temps de 37 s 79, soit la meilleure prestation mondiale de l'année — qui n'allait durer que quelques heures —, finale où il ne participera pas et où un relayeur américain chutera.
Maurice Mitchell se qualifie pour les Jeux olympiques de 2012 grâce à sa deuxième place obtenue sur 200 m, derrière Wallace Spearmon, lors des sélections olympiques américaines d'Eugene (20 s 14).

## Records
| Épreuve | Performance | Lieu         | Date         |
| ------- | ----------- | ------------ | ------------ |
| 100 m   | 10 s 00     | Des Moines   | 10 juin 2011 |
| 200 m   | 20 s 13     | Jacksonville | 26 mai 2012  |